# Маргіт Каффка
Маргіт Каффка (також Кафка; угор. Kaffka Margit, 10 червня 1880, Надькарой — 1 грудня 1918 року, Будапешт) — угорська письменниця, поетеса і викладачка. Одна з найголовніших представниць угорської літератури та важлива членкиня генерації Nyugat. У своїх творах розглядає трагічне становище жінки, обмеженої патріархальними рамками свого часу.

## Біографія
Маргіт Каффка народилася 2 червня 1880 року в Надькарої (зараз Карей, Румунія). Її батько працював адвокатом та головним прокурором у Карей. Був серйозним та водночас добрим чоловіком, але, на жаль, помер у 1886 році. І сім'я залишилась без засобів для існування.
Матір Маргіт одружилась вдруге, щоб забезпечити доньок. Однак новий обранець виявився не здатним утримувати її та доньок від попереднього шлюбу. Тому сестру Маргіт відправили до дідуся й бабусі, а саму Магріт у монастирську школу в Сатмарі. Маргіт провчилась у монастирі наступні три роки, а потім повернулась додому. Там вступила в загальноосвітню школу й успішно закінчила її. 
Маргіт було важко жити в рідному місті, тому вона вирішила повернутись до монастиря. Рік викладала в Мішкольці. Пізніше Каффка вчилася в Будапешті, отримавши диплом вчительки в жіночій школі. Повернулася в Мішкольц, де викладала літературу і економіку в приватній жіночій школі. У цей період написала перші твори, поеми і романи і стала постійно співпрацювати з журналом Nyugat («Захід»), найбільш важливим періодичним виданням епохи.
17 лютого 1905 року одружилася з Брюно Фреліхом, лісовим інженером. У 1907 році її чоловік став працювати в Міністерстві сільського господарства, і Каффка поїхала з Мішкольца. Шлюб закінчився розлученням за кілька років. У 1910—1915 роках працювала вчителькою в Будапешті. 18 серпня 1914 взяла шлюб з молодшим братом Бели Балажа Ервіном Бауером. На початку першої світової війни залишає роботу вчителькою і повністю присвячує себе літературі.
Нею захоплювався Аді Ендре.

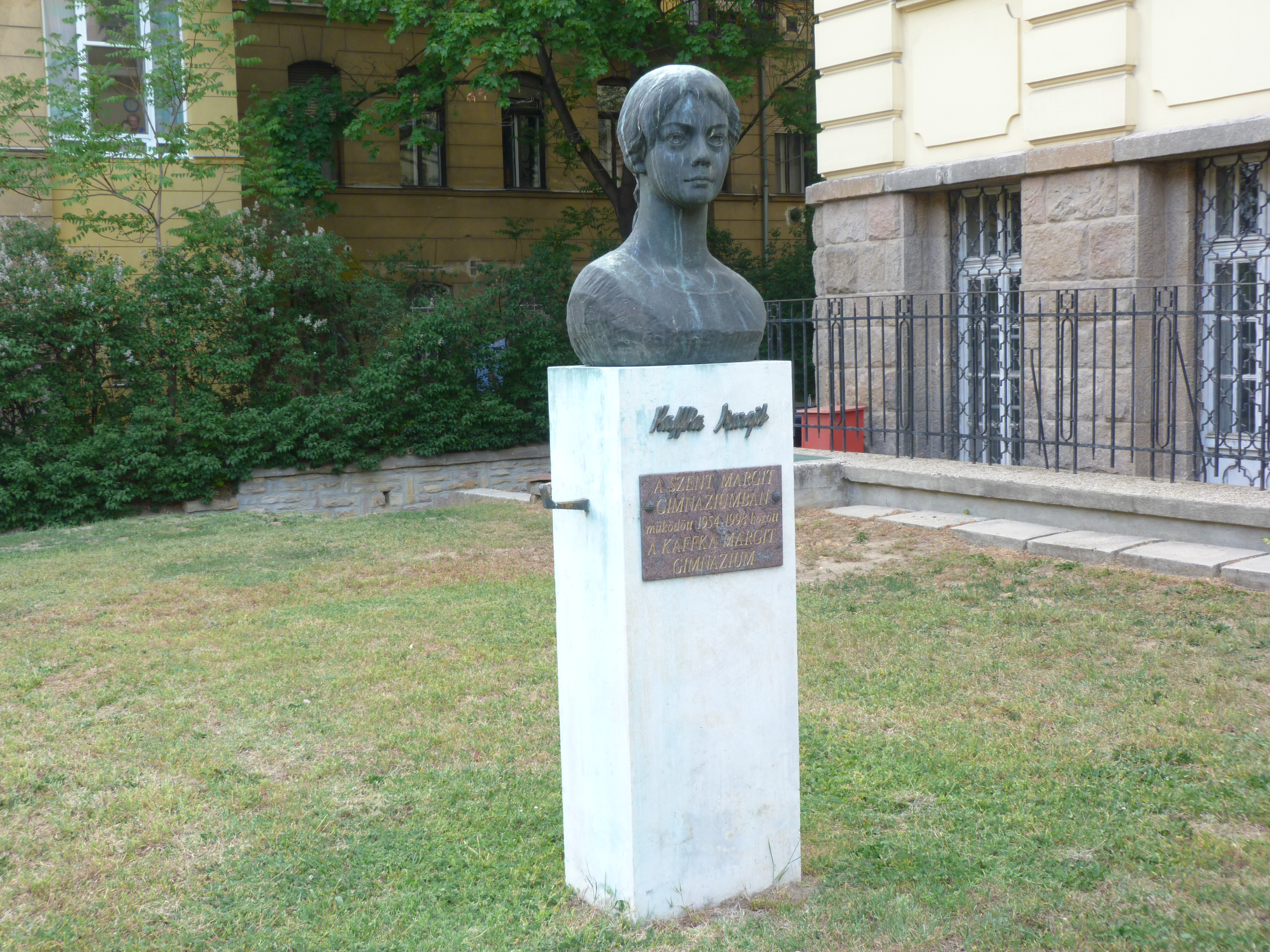
Пам'ятник у Будапешті

Після війни Магріт Каффка померла разом зі своїм молодшим сином від іспанського грипу.

## Творчість
У 1912 виходить перший і найвідоміший роман Магріт Каффки «Кольори і роки» («Színek és Évek», 1912), що розповідає про долю збіднілого дворянства і сучасних жінок. Основною проблемою головної героїні стає те, що життя обмежує можливі альтернативи шлюбу, а саме він визначає соціальну роль жінки. Їй доводиться зіткнутися з цим після самогубства першого чоловіка; потім вона одружується вдруге, за розрахунком, аби забезпечити собі становище в суспільстві.
«Її трагедія, якщо вона тут взагалі присутя, зовсім не видовищна; вона стає бездіяльною жінкою в недіючому світі. (…) Каффка змогла окреслити широке коло проблем жінок; це все той крихкий світ провінційного дворянства, одне з основних питань сучасних романів, але в цьому світі ще ніхто до неї не розглядав проблеми жінок; ніхто не звертав уваги на те, що жінки були ще менше за чоловіків готові поратися з проблемами у своєму новому становищі і можливостях».
В наступному романі «Роки Марії» («А Mária évei», 1913) з'являється новий тип героїні, котра вчиться, працює і стає незалежною, але це не приносить їй щастя. Каффка знову не знаходить виходу для жінки в своєму романі: Марія не може затвердитися у сучасному житті, тоді як Магда, героїня попереднього роману, втрачає зв'язок з традиційною роллю жінки в суспільстві.
Останній, роман «Мурашник» («Hangyaboly», 1917) заснований на спогадах про роки, проведені в школі сестер милосердя. «В описі задушливої атмосфери цього захованого і закритого світу Каффка з прозорим символізмом підсумовує свої погляди на позицію жінки в суспільстві. Її учениці такі ж вигнанниці, як і дорослі героїні, і нещадна боротьба за владу серед монахинь, репресивні обмеження і алюзії на сексуальні відхилення роблять роман не тільки антиклерикальним, але і песимістичним. Стилістично це її найкращий роман (…). Очевидно, що вона була на початку чергового етапу художнього розвитку, повної реалізації, але їй завадила смерть».

## Твори
- Versek (1903)
- Levelek a zárdából (роман у формі щоденника, 1904)
- A gondolkodók és egyéb elbeszélések (розповіді, 1906)
- Csendes válságok (розповіді, 1909)
- Képzelet-királyfiak (повість, 1909)
- Csendes válságok (нарративи, 1910)
- Csonka regény és novellák (розповіді, 1911)
- Tallózó évek (вірші, 1911)
- Utolszor a lyrán (вірші, 1912)
- Süppedő talajon (розповіді, 1912)
- «Кольори і роки»/Színek és évek (роман, 1912)
- «Рроки Марії»/Mária évei (роман, 1913)
- Szent Ildefonso bálja (розповіді, 1914)
- Két nyár (роман, 1916)
- «Станції» /Állomások (роман, 1917)
- «Мурашник»/Hangyaboly (роман, 1917)
- Kis emberek barátocskáim (збори ранніх робіт, 1918)
- Az élet útján (вірші, 1918)
- A révnél (розповіді 1918)